# Impasug-ong
Impasug-ong è una municipalità di prima classe delle Filippine, situata nella Provincia di Bukidnon, nella Regione del Mindanao Settentrionale.
Impasug-ong è formata da 13 baranggay:
- Bontongon
- Bulonay
- Capitan Bayong
- Cawayan
- Dumalaguing
- Guihean
- Hagpa
- Impalutao
- Kalabugao
- Kibenton
- La Fortuna
- Poblacion
- Sayawan